# Christophe de Lycie
Pour les articles homonymes, voir Saint Christophe (homonymie).
Christophe de Lycie, plus connu comme saint Christophe, est un saint du catholicisme ; il est considéré comme le patron des voyageurs.
Christophe dérive des mots grecs Khristos (Christ) et phorein (porter), c'est-à-dire celui qui porte le Christ, en allusion à un homme de très grande taille (un « géant ») qui, selon la tradition, aurait aidé l'enfant Jésus à traverser une rivière. C'est d'ailleurs pour cette vertu que l'on voit son portrait sur les murs extérieurs de certaines églises à l'appui du traditionnel dicton « Regarde Christophe et va-t-en rassuré ».
Saint Christophe dont le culte est attesté dès le Ve siècle est fêté en Orient le 9 mai, en Occident le 25 juillet, selon le Martyrologe romain,, et le 21 août dans le calendrier français.

## Origine
L'imprégnation de certains éléments mythologiques païens dans la tradition chrétienne du saint explique probablement sa grande popularité dans l'ensemble de l’Occident à la fin du Moyen Âge, et les réticences des clergés anglais et allemands à son égard. Rosenfeld affirme que le peuple reconnaissait en lui « un de ses géants familiers ».
Georges Dumézil dans Mythe et épopée écrit que le Mahabharata, rédigé vers le quatrième siècle mais reposant sur des légendes bien antérieures, mentionne un géant semblable qui fait de la même façon traverser le Gange à un enfant roi[source insuffisante].

## Le personnage traditionnel

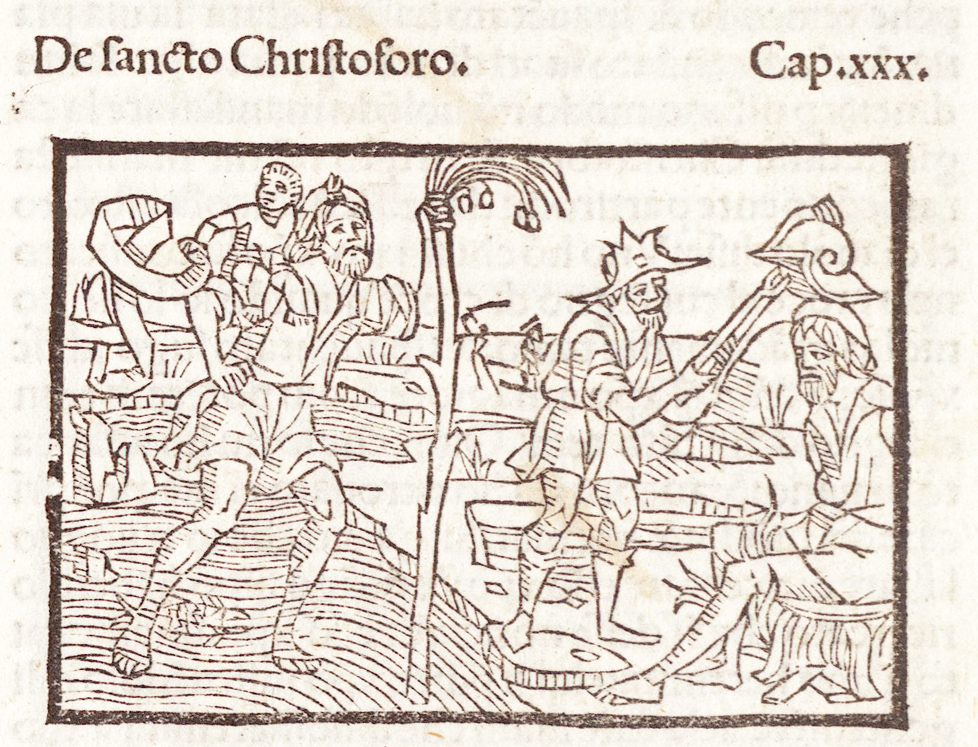
Christophe dans La Légende dorée (1497).

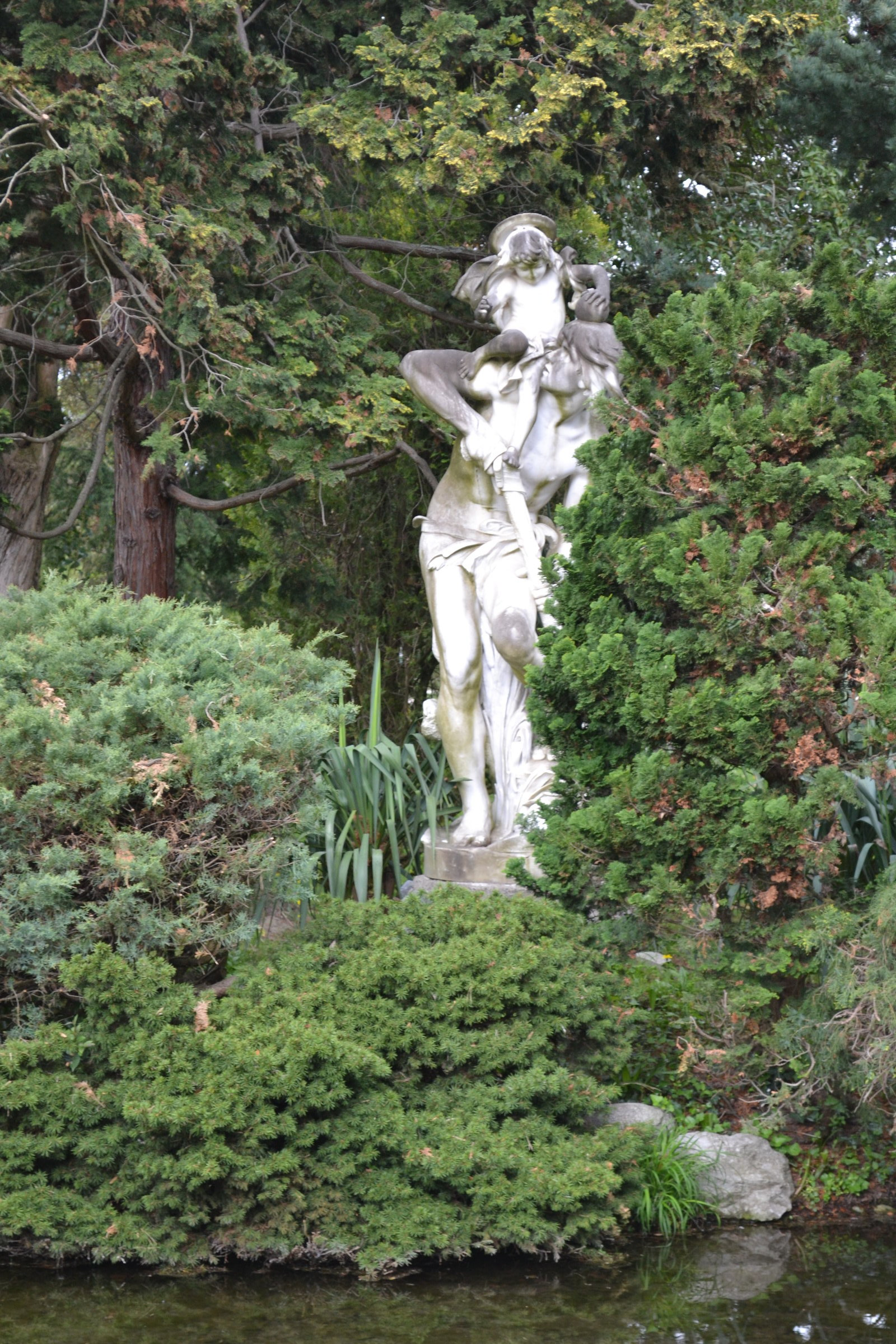
Statue de Saint Christophe au Jardin Massey de Tarbes.

Le personnage traditionnel est issu d'une légende orientale d'un géant cynocéphale qui ne le porte pas physiquement mais qui le porte dans son cœur. Les versions orientale et occidentale de sa légende, que Jacques de Voragine tente de concilier dans la Légende dorée, n'ont juste en commun que de faire de lui un géant.
Encore au XVIe siècle, avant le concile de Trente, saint Christophe avait la réputation de mettre à l'abri des maladies quiconque l'invoquait. Selon une tradition répandue, connue de sources variées et popularisée par la Légende dorée de Jacques de Voragine (légende n'ayant pas ici le sens de légendaire), c'était un Chananéen, d'allure terrible tant il était imposant, qui avait pour nom « Réprouvé » (reprobus ou reprebus en latin).
À une date indéterminée, il rencontra un ermite qui lui expliqua les principes de la foi chrétienne, lui disant, au sujet de Jésus-Christ :
« Ce Roi désire que tu jeûnes souvent ».
« Cela m’est impossible », répondit le futur Christophe. L’ermite ajouta :
« Ce Roi désire que tu lui adresses des prières ». Le géant répondit qu’il ne savait ce que c'était et qu'il ne pouvait donc pas davantage se soumettre à cette exigence. L’ermite lui dit alors :
« Tu iras te poster à telle rivière tumultueuse et tu aideras les gens à la traverser ».
Réprouvé accepta. Il se construisit une petite cabane au bord de la rivière et chaque jour, aidé d'une perche, il faisait traverser les voyageurs. Un jour, longtemps après, il entendit la voix d'un petit enfant qui lui demandait de lui faire traverser l'eau. Il sortit mais ne vit personne. Rentré chez lui, il entendit une seconde fois l'appel de l’enfant. Dehors, de nouveau il ne trouva personne. Ce n'est qu'au troisième appel que le géant vit le petit enfant qui attendait là, sur la berge. Il le prit sur ses épaules et commença la traversée. Mais à mesure qu'ils progressaient, l'Enfant devenait de plus en plus lourd et la rivière de plus en plus menaçante, tant et si bien qu'il eut le plus grand mal à rejoindre la berge opposée. Une fois l'enfant déposé, il lui dit :
« Enfant, tu m'as exposé à un grand danger, et tu m'as tant pesé que si j'avais eu le monde entier sur moi, je ne sais s'il eut été plus lourd à porter. » L'enfant lui répondit :
« Ne t'en étonne pas, Christophe (porteur du Christ), tu n'as pas eu seulement tout le monde sur toi, mais tu as porté sur tes épaules Celui par qui le monde a été créé : car je suis le Christ ton Roi, à qui tu as en cela rendu service. Et pour que tu saches que je dis la vérité, quand tu seras repassé, enfonce ton bâton en terre devant ta cabane, et le matin tu verras qu'il a fleuri et porté des fruits. »
L’enfant disparut à ses yeux. Christophe fit ce que l’enfant lui avait dit et trouva, le matin, des feuilles et des dattes sur le bâton.

## Autres éléments de la tradition de Christophe

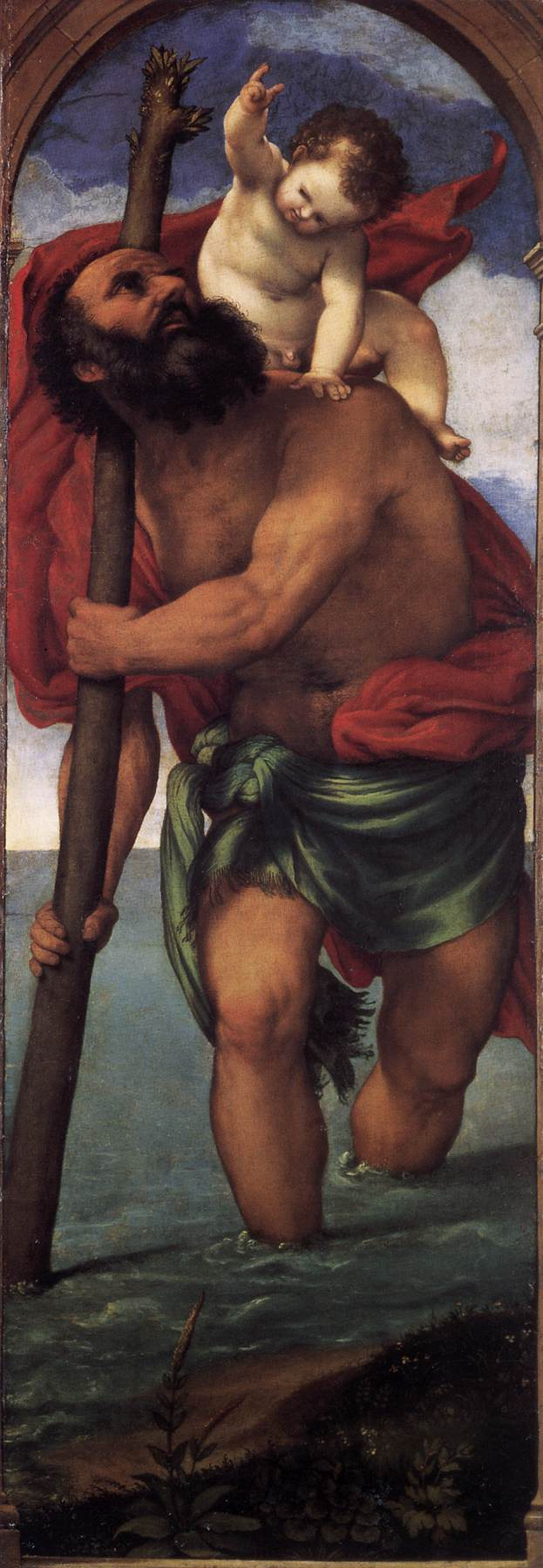
Saint Christophe de Lorenzo Lotto, Gemäldegalerie de Berlin

Christophe partit alors pour Samos, en Lycie où, ne comprenant pas la langue, il tomba en prières afin que Dieu l'éclaire et il obtint le don de cette langue. Il rencontra dans le pays des chrétiens qui, dans la ville, prêchaient la foi en Jésus-Christ. Un des juges de la ville y trouva l’occasion de le frapper au visage. Christophe ficha à nouveau son bâton dans le sol, espérant un nouveau miracle... qui eut lieu, en effet. Et ainsi, huit mille personnes, à cette vue, se convertirent. Le prince de la région, exaspéré, envoya deux cents soldats pour l'arrêter. Mais dès qu'ils le virent en prière, ils hésitèrent. Comme par miracle, les soldats se mirent à prier avec Christophe. Il accepta de les suivre chez le prince. Celui-ci, impressionné, lui demanda son nom. Christophe répondit :
« Auparavant l'on m'appelait "Réprouvé", mais aujourd’hui je me nomme Christophe ». Le prince lui fit remarquer ce choix peu judicieux... Pourquoi prendre le nom de quelqu'un qui est mort, humilié sur une croix ? pourquoi ne pas se rallier aux dieux ? Christophe répondit :
« C'est à bon droit que tu t'appelles d'Agnus, parce que c'est toi qui es la mort dans ce monde, l'associé du diable ; et tes dieux sont l’ouvrage de la main des hommes ». Le prince lui proposa un marché : soit il sacrifiait à ses dieux, soit il l'envoie au supplice. Christophe refusa et fut jeté en prison. Le prince y envoya deux prostituées afin qu’elles le séduisent. Christophe en prière ne céda pas, et elles se convertirent à leur tour. Le prince entra dans une grande colère et ordonna leur supplice et la décapitation de Christophe, après sagittation. Une des flèches tirées sur Christophe frôla l'œil du prince, qui en perdit la vue. Christophe lui dit :
« C’est demain que je serai sacrifié. Tu prendras mon sang, tu le mêleras à de la terre, et tu en feras de la boue. Tu poseras cette boue sur ton œil qui guérira ». Christophe fut ainsi décapité. Le prince suivit néanmoins ses conseils et appliqua la boue qui aussitôt guérit son œil. Alors le prince crut enfin. Il porta un édit qui interdisait à quiconque de blasphémer le nom du vrai Dieu et celui de son serviteur, Christophe. »

## Iconographie

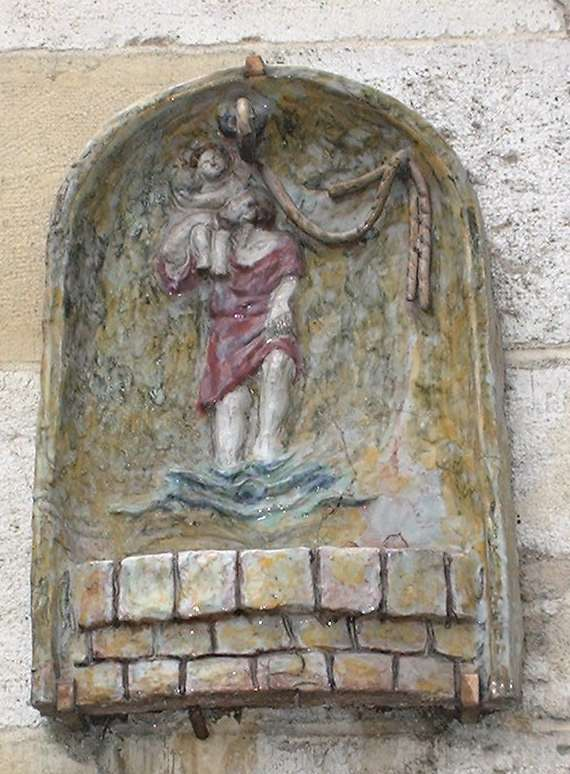
Bas-relief de Saint-Christophe, près d'un passage de fleuve.

S. Christophe est communément représenté par un homme traversant un cours d'eau et portant un enfant sur l'épaule, l'enfant figure le Christ. C'est seulement au XIIe siècle que remontent les plus anciennes représentations du saint portant le Christ : celle située dans la chapelle de sainte Catherine à Hocheppan (de) dans le Tyrol du Sud est datée de 1131. L'image est semble-t-il antérieure aux textes qui présenteront sa légende.
L'abbatiale de Wissembourg possède une remarquable fresque de saint Christophe de 11 mètres, la plus grande fresque en pied de France. Elle est visible sur un des murs du transept. Parmi ses plus grandes représentations murales sont aussi celle se trouvant dans la nef droite de la Cathédrale Sainte-Marie de Tolède et, également en nef droite, dans la cathédrale de Séville. 

## Adaptation de la légende

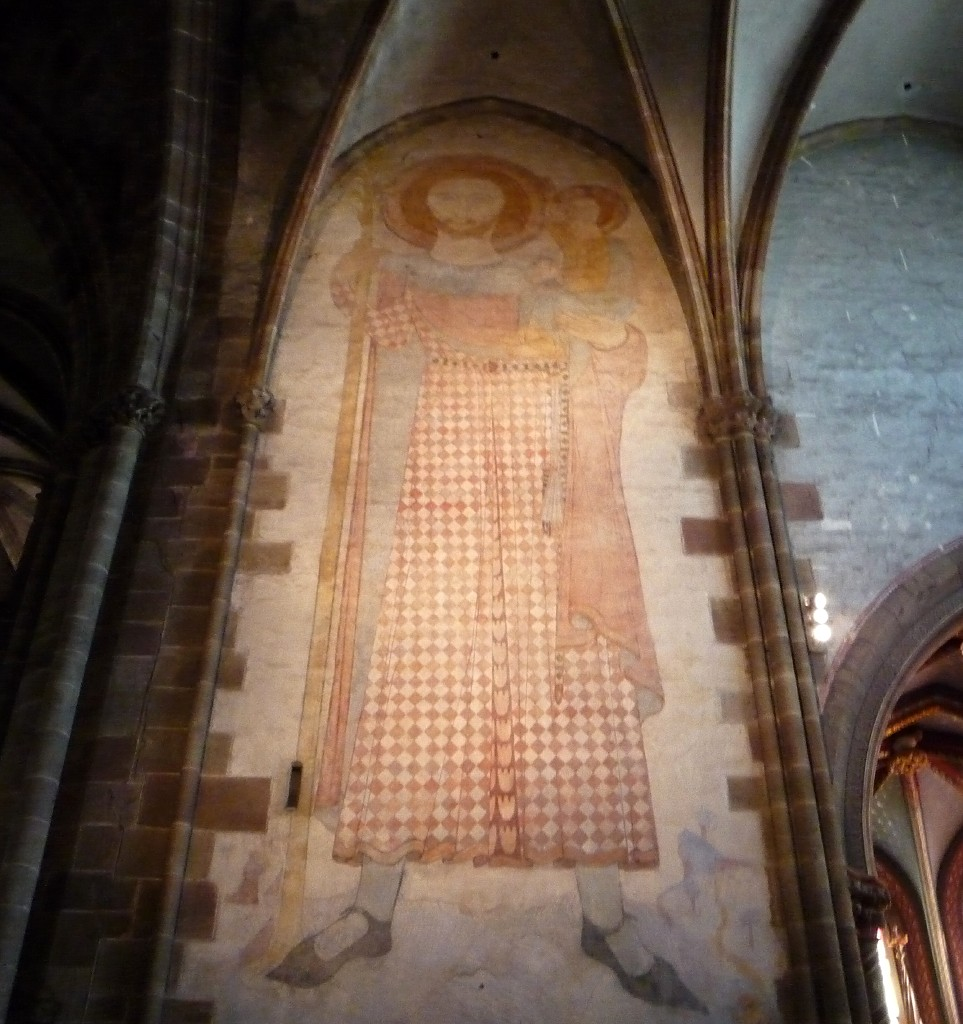
Fresque de saint Christophe, dans l'abbatiale Saint-Pierre-et-Saint-Paul de Wissembourg.

Ce portage du Christ — symboliquement qualifié de fonction phorique par Michel Tournier — a fait l'objet d'une relecture par l'auteur dans son roman le Roi des Aulnes.
Saint Christophe est un des géants processionnels, mannequins d'osier ou de bois promenés dans les cortèges des fêtes traditionnelles du nord de la France et de la Belgique.

## Dévotion populaire
Dans de nombreuses paroisses de France et de Belgique, il est de tradition de faire un pèlerinage et de bénir les véhicules des différents usagers de la route le jour de la Saint Christophe. Ainsi le pèlerinage de Tourcoing, qui existe depuis 1938, rassemble chaque année plusieurs centaines de véhicules, ou celui de Bas-Warneton, en Belgique, qui en rassemble quelques dizaines. A cette occasion, le prêtre asperge d'eau bénite les véhicules qui se présentent devant lui.
Certains automobilistes collent dans leurs voitures de petites plaques circulaires à l'effigie du saint pour se prémunir des accidents de la route. Cette pratique serait attestée dès 1908.